# Marco Morgenstern
Marco Morgenstern (* 6. August 1972 in Dohna) ist ein früherer deutscher Biathlet.
Marco Morgenstern betrieb von 1982 an den Biathlonsport. Sein Debüt im Biathlon-Weltcup feierte er 1993 in Bad Gastein. Schon in seinem dritten Weltcuprennen, einem Einzel in Pokljuka, kam er als Achter unter die Top 10. In den Saisons 1999/2000 und 2001/02 erreichte er mit vierten Plätzen beim Einzelrennen in Lahti sowie beim Sprint in Hochfilzen seine besten Einzelergebnisse im Weltcup. Mit der Staffel konnte er zwei Siege und zwei zweite Plätze in Weltcuprennen erringen.
2003 wurde Marco Morgenstern mit der Herrenstaffel an der Seite von Daniel Graf, Carsten Pump und Jörn Wollschläger Europameister in Forni Avoltri sowie Dritter im Einzel. Ein dritter Platz mit der Mannschaft 1994 war seine beste Platzierung bei einer Weltmeisterschaft. Als Einzelstarter nahm Morgenstern 2000 am Holmenkollen sowie 2001 in Pokljuka an Weltmeisterschaften teil und erreichte 2000 mit zwei 15. Plätzen in der Verfolgung und beim Massenstart gute Platzierungen. 2001 war er Teilnehmer des Staffelrennens, in dem das deutsche Team als Zwölftplatziertes eines der schlechtesten Ergebnisse der deutschen Biathlongeschichte einfuhr. Morgenstern erlitt in dem Rennen als Startläufer einen Kreislaufzusammenbruch und konnte danach nicht mehr an seine früheren Leistungen anknüpfen. Ein Jahr später trat er 2002 in Pokljuka noch einmal in der Staffel an und erlitt erneut einen Zusammenbruch. Daraufhin gab die deutsche Mannschaft sofort auf und Morgenstern wurde aus dem Rennen genommen.

## Biathlon-Weltcup-Platzierungen
Die Tabelle zeigt alle Platzierungen (je nach Austragungsjahr einschließlich Olympische Spiele und Weltmeisterschaften).
- 1.–3. Platz: Anzahl der Podiumsplatzierungen
- Top 10: Anzahl der Platzierungen unter den ersten zehn (einschließlich Podium)
- Punkteränge: Anzahl der Platzierungen innerhalb der Punkteränge (einschließlich Podium und Top 10)
- Starts: Anzahl gelaufener Rennen in der jeweiligen Disziplin

| Platzierung | Einzel | Sprint | Verfolgung | Massenstart | Staffel | Gesamt |
| ----------- | ------ | ------ | ---------- | ----------- | ------- | ------ |
| 1. Platz    |        |        |            |             | 2       | 2      |
| 2. Platz    |        |        |            |             | 2       | 2      |
| 3. Platz    |        |        |            |             |         |        |
| Top 10      | 3      | 4      | 3          | 4           | 5       | 19     |
| Punkteränge | 6      | 12     | 12         | 5           | 6       | 41     |
| Starts      | 15     | 28     | 14         | 5           | 7       | 69     |